# Бартошишки окръг
Бартошишки окръг (на полски: Powiat bartoszycki) е окръг в Североизточна Полша, Варминско-Мазурско войводство. Заема площ от 1307,49 км2. Административен център е град Бартошице.

## География
Окръгът обхваща земи от историческите области Бартия, Вармия и Натангия. Разположен е в северната част на войводството.

## Население
Населението на окръга възлиза на 61 038 души (2012 г.). Гъстотата е 47 души/км2.

## Административно деление
Административно окръгът е разделен на 6 общини.
Градски общини:
- Бартошице
- Гурово Илавско

Градско-селски общини:
- Община Биштинек
- Община Семпопол

Селски общини:
- Община Бартошице
- Община Гурово Илавско

## Фотогалерия
- Бартошице
- Бищинек
- Гурово Илавско
- Семпопол